# Hôtel Winter-Palace (Menton)
Pour les articles homonymes, voir Hôtel Winter-Palace.
L’Hôtel Winter-Palace est un ancien hôtel situé 20 bis avenue Riviera, à Menton, dans le département des Alpes-Maritimes, en France.

## Histoire
L'hôtel Winter-Palace a été construit par Albert Tournaire avec 220 chambres, en 1901, sur les terrains de l'hôtel Riviera-Palace.
L'hôtel voit sa clientèle diminuée après la Seconde Guerre mondiale. L'hôtel est alors transformé en appartements en 1958.

## Protection du patrimoine
Le décor intérieur a été modifié depuis sa construction. Seul le hall a conservé des éléments d'époque. Au-dessus des terrasses, on peut voir les deux clochetons en tuiles vernissé jaune.
Les façades et toitures de l'hôtel ont été inscrites au titre des monuments historiques le 29 octobre 1975.
L'ancien hôtel a reçu le label « Patrimoine du XXe siècle » le 1er mars 2001.